# Glaucina escaria
Glaucina escaria är en fjärilsart som beskrevs av Augustus Radcliffe Grote 1882. Glaucina escaria ingår i släktet Glaucina och familjen mätare. Inga underarter finns listade i Catalogue of Life.